# یواس‌اس هولدر (دی‌دی-۸۱۹)
یواس‌اس هولدر (دی‌دی-۸۱۹) (به انگلیسی: USS Holder (DD-819)) یک کشتی بود که طول آن ۳۹۰ فوت ۶ اینچ (۱۱۹٫۰۲ متر) بود. این کشتی در سال ۱۹۴۵ ساخته شد.